# Hierodula heinrichi
Hierodula heinrichi är en bönsyrseart som beskrevs av Max Beier 1935. Hierodula heinrichi ingår i släktet Hierodula och familjen Mantidae. Inga underarter finns listade i Catalogue of Life.